# Fossa delle Izu-Ogasawara

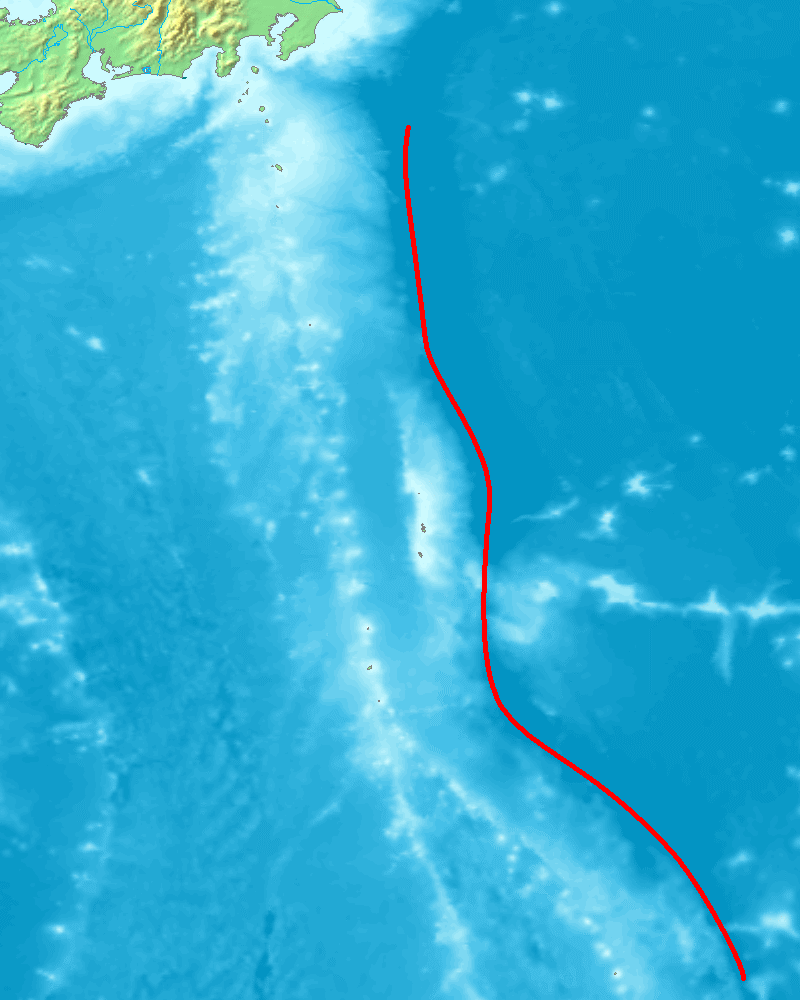
La fossa delle Izu-Ogasawara, situata a sud del Giappone

La fossa delle Izu-Ogasawara (conosciuta anche come fossa delle Izu-Bonin) è una fossa oceanica situata nel Pacifico occidentale e costituita dalla fossa delle Izu a nord e dalla fossa delle Bonin a sud (a ovest dell'altipiano delle Ogasawara).

Si estende dal Giappone fino alla sezione più settentrionale della fossa delle Marianne.
La fossa delle Izu-Ogasawara è un'estensione della fossa del Giappone, nella zona dove la placca del Pacifico viene subdotta al di sotto della placca delle Filippine, dando luogo alla formazione delle Isole Izu e delle Isole Bonin lungo l'arco Izu-Bonin-Marianne.
L’abisso Ramapo con i suoi 10.554 m di profondità è il punto più profondo della fossa delle Izu-Ogasawara. 